# Charoides subfasciata
Charoides subfasciata là một loài bọ cánh cứng trong họ Cerambycidae.